# Aşubcan Kadin
Aşubcan Kadın  (1793 – Isztambul, 1870. június 10.) II. Mahmud oszmán szultán harmadik asszonya és Saliha szultána anyja.

## Élete
1795-ben született, ám előéletéről többet nem tudni. 1808-ban került a palotába, ahol Mahmud anyja Nakşidil szultána mutatta be fiának. 1810-ben megszülte egyetlen leányát Salihát. Ezzel megkapta az "ötödik asszony" titulust. 1839-ben meghalt Mahmud, és két évvel később Saliha is.
Aşubcan 1870-ben halt meg.